# Chrysoperla carnea
Chrysoperla carnea Stephens, 1836, è un insetto dell'ordine dei Neurotteri (famiglia Chrysopidae), predatore allo stadio di larva. È comunemente chiamato crisopa, ma con questo termine generico si fa riferimento a tutti i Neurotteri della famiglia dei Crisopidi. È una delle specie di maggior interesse nel settore della lotta biologica per la notevole attività delle larve soprattutto nella lotta agli Afidi.

## Distribuzione
C. carnea è una specie pressoché cosmopolita, presente anche nelle regioni fredde. È diffusamente allevata in diverse biofabbriche in America e Europa per l'impiego nella lotta biologica, principalmente in coltura protetta, ma è molto comune anche in natura negli agrosistemi in cui non si fa un massiccio impiego di fitofarmaci. In Italia è uno dei Crisopidi più comuni e nei paesi anglosassoni è spesso denominata common green lacewing ("crisopa verde comune"), in alternativa al nome più generico di green lacewing ("crisopa verde").
L'habitat più favorevole è rappresentato dalla vegetazione, spontanea o meno, infestata dagli afidi, ma per il regime dietetico polifago, la crisopa si adatta facilmente anche alla predazione di altri piccoli fitofagi, in particolare altri Rincoti e microlepidotteri. In coltura si adatta meglio alle piantagioni che formano una vegetazione continua lungo il filare e tende a disertare le specie che hanno foglie e germogli pubescenti.

## Morfologia
L'adulto ha il tipico aspetto dei Crisopidi: corpo di dimensioni medie, esile e delicato, con livrea poco appariscente fra la vegetazione per le tonalità verdi-giallastre. Nello specifico la C. carnea presenta un colore verde chiaro uniforme, privo di macchie, con una stria gialla dorsale che si estende longitudinalmente su tutto il torace e l'addome. Il capo è ipognato, con occhi piccoli, prominenti, ben distanziati e di colore bruno-rossastro; antenne filiformi e allungante, lunghe circa quanto il resto del corpo; l'apparato boccale è masticatore. Il torace è leggermente più largo del capo e dell'addome e presenta un pronoto allungato; le zampe sono esili, le ali sono trasparenti e iridescenti, riccamente ramificate; in riposo sono ripiegate a tetto sull'addome. L'apertura alare è di 2,5-3 cm. L'addome è cilindrico, nettamente più breve delle ali.

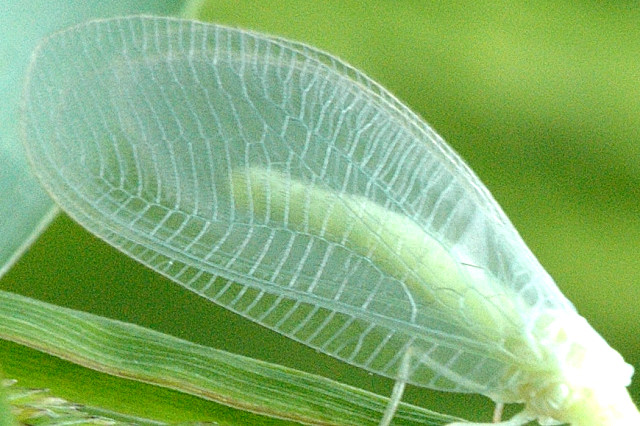
Dettaglio della venatura alare

Lo sviluppo postembrionale passa attraverso 4 mute con i seguenti stadi:
L'uovo è quello tipico dei Crisopidi, facilmente riconoscibile: è infatti di forma oblunga e sostenuto da un sottile peduncolo. Le uova di C. carnea sono deposte isolate o in piccoli gruppi di 2-3, inizialmente sono verdastre, ma poi virano al grigio-bruno. La funzione biologica del peduncolo è quella di proteggere l'uovo dall'azione degli antagonisti naturali, in particolare le formiche.
La larva è di tipo campodeiforme, allungata e fusiforme, di colore grigio-bruno, provvista di tre zampe cursorie. Il dorso è percorso da una sottilissima stria bruna e lateralmente da due serie di prominenze tubercolari, anch'esse di colore brunastro. Quella di prima età è lunga appena 1 mm, quelle delle età successive da 7–8 mm a 10–15 mm. Ben evidente è il forcipe, l'apparato boccale pungente-succhiante tipico dei Planipennia: le mandibole sono allungate, acuminate e arcuate verso il lato ventrale (ossia verso l'interno); sulla faccia ventrale sono percorse da una doccia; la lacinia (lobo interno della mascella) è anch'essa allungata e si adagia sul lato ventrale della mandibola delimitando un canale attraverso il quale viene iniettata la saliva nel corpo della preda e aspirati i suoi fluidi interni. L'apertura boccale è chiusa e i due canalicoli maxillo-mandibolari comunicano direttamente con il tubo digerente. L'intestino medio è interrotto.
La pupa si forma all'interno di un bozzoletto bianco, costruito con la seta secreta dai tubi malpighiani della larva. È dectica ed exarata, cioè mobile e dotata di mandibole articolate; a maturità abbandona il bozzolo e si sposta per fissarsi su un supporto prima dello sfarfallamento. La pupa mobile, detta fase farata, è in realtà una forma di transizione fra la pupa quiescente e l'adulto. Morfologicamente è molto simile all'adulto, dal quale si distingue nettamente per l'assenza delle ali.

## Ciclo ed esigenze ambientali

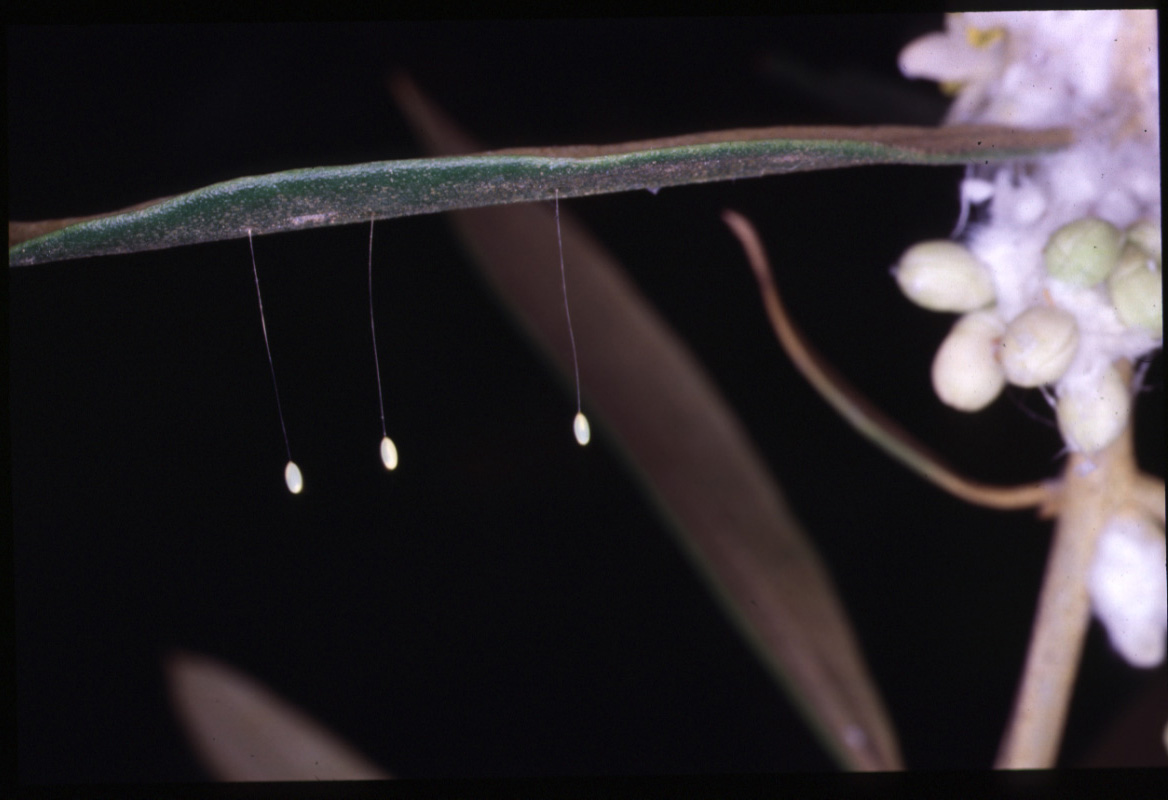
Ovatura di Crisopide su una foglia d'olivo

Pur essendo una specie resistente alle temperature relativamente basse, il ciclo della C. carnea è associato al clima e, quindi, alla latitudine. Nelle regioni più calde svolge ininterrottamente il suo ciclo, mentre nelle regioni temperate compie da 2 a 4 generazioni l'anno (due nel centro e nord Europa, tre nell'Italia settentrionale, quattro nell'Italia meridionale e Italia insulare.
La durata del ciclo è strettamente legata alla temperatura e all'umidità relativa. La durata dell'incubazione delle uova varia da poco più di 10 giorni, a 27 °C, a oltre un mese, a 10 °C, e lo sviluppo larvale si completa in un intervallo di tempo che va da circa 25 giorni, a 27 °C, a oltre 3 mesi, 10 °C. Nelle condizioni ambientali dell'Italia settentrionale, lo sviluppo postembrionale, dalla schiusura dell'uovo allo sfarfallamento, dura, secondo la temperatura e la disponibilità alimentare, dai 22 ai 60 giorni. L'umidità relativa favorevole si attesta fra il 35% e il 75%.
La fase svernante, contrariamente ad altri Crisopidi, è rappresentata dall'adulto, che entra in diapausa sopravvivendo anche per 9 mesi, ma nel corso della stagione favorevole, una femmina ha una vitalità della durata media di due mesi. In Italia, in condizioni di pieno campo, il periodo di intensa attività va dal mese di maggio al mese di settembre, mentre negli altri mesi l'attività del predatore si riduce sensibilmente fino ad arrestarsi del tutto, anche se è presente nell'ambiente.
Un aspetto interessante è che il predatore resiste anche a forti abbassamenti di temperatura, prossimi allo zero, purché limitati a poche ore nell'arco della giornata, perciò può essere impiegato anche per combattere le infestazioni primaverili di Afidi in primavera, epoca in cui gli ausiliari naturali sono poco attivi, e, nell'Italia meridionale, in serra fredda durante l'inverno. In ogni modo l'attività predatoria è strettamente associata alla temperatura e manifesta la sua maggiore intensità intorno a 27 °C.

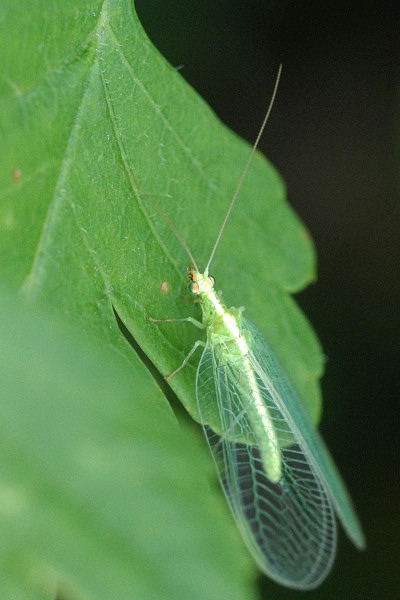
Adulto ripreso nel suo habitat

## Biologia

### Adulto
Contrariamente ad altri Crisopidi, spesso predatori, gli adulti di C. carnea sono glicifagi e pollinofagi e si nutrono di melata, nettare (botanica) e polline. La loro attività si svolge al crepuscolo e durante la notte e sono facilmente attratti dalle sorgenti luminose.
Una volta sfarfallati, gli adulti tendono a migrare dalla zona in cui si sono sviluppati, coprendo talvolta anche distanze dell'ordine di qualche decina di chilometri. Nonostante questo non sono potenti volatori ed hanno necessità di frequenti interruzioni.
La fecondità delle femmine è influenzata sia dal regime termico sia dalla disponibilità alimentare; in condizioni favorevoli una femmina può deporre oltre 20 uova al giorno.

### Larva
Le larve sono predatrici zoofaghe e si nutrono di piccoli Artropodi o uova. L'attività è sostanzialmente legata alle condizioni climatiche e all'età. Le prede preferenziali sono gli Afidi, ma per la loro polifagia possono predare anche Acari, Psille, Aleurodidi, Cocciniglie, Tisanotteri oppure uova di Acari, Lepidotteri e Coleotteri. Le larve di prima età, per le loro piccole dimensioni e per la difficoltà di movimento, sono prevalentemente oofaghe oppure predano piccoli Artropodi e sostanzialmente indifesi (Acari e Aleurodidi), mentre quelle di seconda e terza età si dedicano prevalentemente agli Afidi. In condizioni di carenza di prede le larve manifestano il cannibalismo; questo comportamento è importante per la preparazione di adeguati formulati commerciali di larve da impiegare nella lotta biologica.

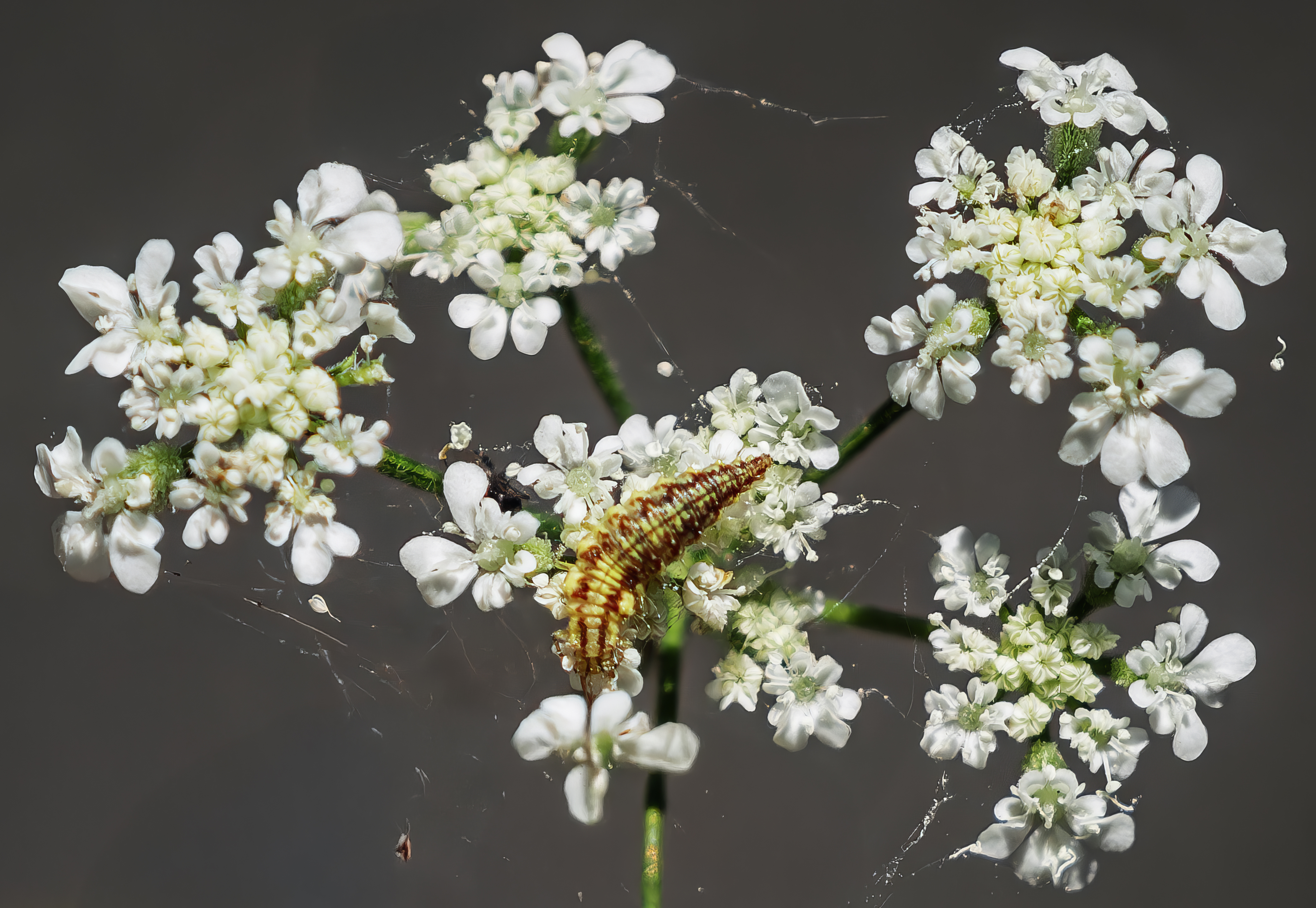
Larva

Nella predazione manifestano una spiccata attività nel corso delle ore notturne, mentre di giorno tendono a riposarsi in siti riparati. Si muovono preferibilmente seguendo le nervature delle foglie e trovano la preda con una ricerca casuale; le larve di 2ª e 3ª età sono alquanto mobili, mentre quelle di 1ª si muovono con difficoltà, soprattutto su una vegetazione irta di ostacoli, come ad esempio la presenza di una pubescenza. Nell'atto dell'alimentazione la larva afferra la preda con il forcipe, ne perfora il tegumento, inietta dentro il corpo la sua saliva e poi ne aspira i liquidi interni predigeriti per mezzo della saliva.
Il fabbisogno alimentare giornaliero cresce con il procedere dello sviluppo postembrionale ed è stato rilevato che circa l'80% del fabbisogno complessivo di tutti gli stadi larvali si soddisfa nella 3ª età. Il ritmo di alimentazione è inoltre condizionato dalla temperatura e dall'umidità relativa, con condizioni ottimali che si attestano a 27 °C e con il 35-75% di umidità. Nel corso del suo sviluppo una sola larva può consumare alternativamente oltre un migliaio di Acari, quasi un migliaio di uova di Ephestia kuehniella (Tignola delle derrate alimentari), fino a 400 uova di Leptinotarsa decemlineata (Dorifora della patata) oppure alcune centinaia di Afidi, in rapporto alle dimensioni delle prede.

## Fattori di rischio
La mortalità delle crisope è elevata nelle larve di 1ª età, che rappresentano lo stadio più vulnerabile. Fra i principali antagonisti naturali della C. carnea si citano le formiche. Questi insetti, nella loro azione generale di difesa nei confronti degli afidi, sono infatti attivi sia nella distruzione delle ovature sia nell'allontanamento delle larve dalle popolazioni di afidi.
Il fattore di rischio di maggiore rilevanza è tuttavia l'impiego dei trattamenti chimici fitosanitari. La maggiore sensibilità si presenta nei confronti degli insetticidi e degli acaricidi, mentre i trattamenti anticrittogamici sono nella generalità innocui, fatta eccezione per il pyrazophos. Gli insetticidi sono le sostanze chimiche di maggiore impatto; la crisopa si è mostrata infatti particolarmente sensibile ad una vasta gamma di principi attivi, allo stadio di larva o di adulto o di entrambi, comprendendo, in questa gamma, sia quelli a largo spettro d'azione sia diverse sostanze ad azione selettiva e, quindi, teoricamente compatibili con i principi della lotta integrata.
Gli insetticidi a largo spettro, fra i quali rientra la quasi totale generalità degli esteri fosforici e i piretroidi, sono attivi sia sulle larve sia sugli adulti. Questi principi attivi vanno perciò evitati a priori in quanto sono in generale incompatibili con la lotta integrata. Solo pochissimi fosforganici fanno eccezione (es. il vamidothion), manifestando una debole o moderata tossicità nei confronti degli adulti.
Gli insetticidi di nuova generazione, che per il loro meccanismo d'azione selettivo sono principi a basso impatto, possono rappresentare un serio fattore di rischio perché molti di essi sono attivi nei confronti delle larve. Questo problema si rileva in particolare per gli azotorganici chitinoinibitori, in genere usati nella lotta integrata contro le larve di Lepidotteri e Coleotteri. Questi principi attivi agiscono inibendo la biosintesi della chitina e quindi impediscono la muta e il completamento dello sviluppo postembrionale dei fitofagi. Altamente tossici si sono rivelati, ad esempio il diflubenzuron, il lufenuron, il teflubenzuron, mentre moderatamente tossici è ad esempio il buprofezin.
Gli oli bianchi manifestano una tossicità bassa, tuttavia sono attivi in particolare sulle uova. In ogni modo andrebbero esclusi quelli attivati con fosforganici, data la generale tossicità di questi ultimi.
L'uso degli aficidi o, più in generale degli insetticidi sistemici, è l'aspetto di maggiore importanza, data la stretta associazione fra le crisope e gli afidi. Per questi insetticidi vanno presi in considerazione due ordini di problemi: da un lato si presenta il problema dell'esclusione, a priori, dei principi attivi non selettivi (es. imidacloprid, acephate, endosulfan, ecc.) da un altro si presenta quello della frequente induzione di resistenza nelle popolazioni di afidi. In generale, perciò, l'ambito di impiego degli aficidi si riduce notevolmente in quanto i pochi principi attivi compatibili vanno scartati, a causa dell'esistenza in atto di fenomeni di resistenza, oppure limitati ad un trattamento l'anno, per limitare il rischio di generare fenomeni di resistenza. Questo problema si presenta in particolare in caso di forti infestazioni e di insufficiente attività degli ausiliari.
Fra gli insetticidi biotecnologici si citano come tossici il rotenone e l'abamectina, attivi in particolare sugli adulti. Un discorso particolare merita il Bacillus thuringiensis. La letteratura cita questo insetticida biologico come compatibile con la lotta biologica e quella integrata e la sua specificità d'azione in generale lo rende innocuo nei confronti degli ausiliari. È stata tuttavia riscontrata una mortalità del 66% nelle larve di crisopa nutrite con larve di Ostrinia nubilalis sopravvissute allevate su mais transgenico BT. Questa azione tossica del mais BT è stata confermata da altri ricercatori e potrebbe rappresentare un serio limite all'impiego del Bacillus thuringiensis in un ambito di compatibilità nella lotta biologica condotta con l'impiego delle crisope. Va tuttavia precisato che le comunicazioni relative al ruolo della tossina del Bacillus thuringiensis traggono risultati discordanti e non pienamente condivisi.
Fra i fattori di rischio va infine citata la riduzione della biodiversità ambientale. Le crisope, in qualità di predatori polifagi, traggono grande vantaggio dalla presenza di una vegetazione spontanea negli agrosistemi, sulla quale completare il loro ciclo in alcuni periodi dell'anno. La forte specializzazione colturale, l'eliminazione delle siepi, il diserbo, sono in generale elementi che ostacolano la diffusione delle crisope. Si tratta tuttavia di un concetto di portata generale che rientra nelle linee guida generali relative alle produzioni integrate.

## Impiego in lotta biologica e integrata
La presenza naturale di C. carnea negli agrosistemi è un presupposto per l'adozione del metodo protettivo sia in lotta biologica sia in lotta integrata. La possibilità di allevare in massa questa specie, tuttavia, la rende interessante soprattutto per l'impiego con il metodo inondativo.

### Ambiti d'impiego

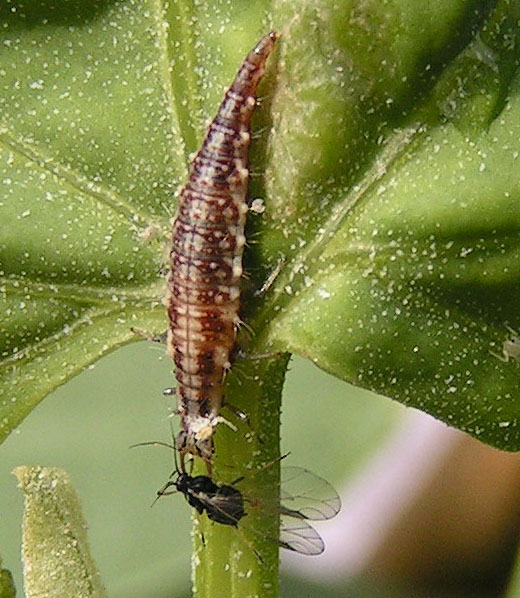
Larva nell'atto di predazione su un afide

Gli ambiti di impiego della C. carnea con interventi mirati citati in bibliografia sono diversi. In generale la letteratura cita il predatore come fra i più attivi nel controllo di afidi, acari, lepidotteri, coleotteri, cocciniglie, su differenti colture (cotone, patata, ortive, fragola, olivo, ecc.). In Italia, i settori di ricerca e operativi più attivi, in relazione all'impiego diretto della crisopa in lotta biologica, fanno capo all'Istituto di Entomologia "Guido Grandi" di Bologna e al Biolab di Cesena, la prima biofabbrica allestita in Italia. Le ricerche e le applicazioni in questo caso si sono concentrate principalmente sull'impiego in coltura protetta per la difesa della fragola, del pomodoro, della melanzana, del peperone e delle piante ornamentali.

### Lanci inondativi
Le indicazioni relative all'utilizzo di C. carnea nei lanci inondativi vanno rapportate agli specifici contesti: l'efficacia varia infatti in funzione di differenti condizioni, quali il tipo di coltura, l'incidenza dei fattori di mortalità, l'intensità delle infestazioni, ecc. I risultati migliori si ottengono impiegando larve di 2ª età in luogo delle uova, intervenendo su infestazioni di afidi non gravi, operando in serra o in tunnel. La casistica più collaudata fa inoltre riferimento alla coltura della fragola.
Il lancio del predatore allo stadio di uovo è aleatorio in quanto le uova sono facilmente soggette a predazione da parte delle formiche e le larve di 1ª età sono soggette ad un'elevata mortalità per varie cause, si muovono con difficoltà sulla fragola e su altre piante pubescenti. Le prove condotte individuano quale contesto operativo un'intensità di 80 uova/m2 con un rapporto quantitativo di 1 uovo di crisopa ogni 1-4 afidi.
Il lancio del predatore allo stadio di larva di 2ª offre migliori risultati in quanto le larve sono più attive e superano meglio le condizioni avverse. In questo caso la riduzione dell'aleatorietà permette "dosaggi" più bassi, dell'ordine di 18 larve/m2 sulla fragola, 10-20 al metro quadro, più in generale, secondo il contesto. Questo criterio inoltre si presta per un intervento più rapido in caso di forti infestazioni: come detto in precedenza, le larve di 3ª sono infatti le più voraci e attive e a temperature non elevate occorrono 2-3 settimane prima che una larva di 1ª giunga alla 3ª età.

### Lanci inoculativi
Il ricorso al metodo inoculativo è utile per introdurre la crisopa in un ambiente da cui è scomparsa, per varie cause, o semplicemente per incrementarne la popolazione integrando quella naturale. Questo metodo può rivelarsi utile per combattere alcuni fitofagi dei frutteti e degli oliveti, contro acari, afidi e cocciniglie, oppure contro alcuni Lepidotteri allo stadio di uovo.
Il lancio inoculativo richiede densità inferiori rispetto a quello inondativo in quanto si parte dal presupposto che gli adulti, una volta sfarfallati dalle larve immesse artificialmente, si riproducano incrementando la popolazione. Affinché il lancio inoculativo possa avere efficacia è indispensabile che si adottino le linee guida che nel complesso definiscono il metodo protettivo e che, soprattutto, siano venute meno le cause che hanno portato ad una diminuzione della popolazione naturale o alla sua scomparsa.

### Allevamento massale
L'allevamento massale della C. carnea comprende tre distinte linee:
1. Allevamento della preda di sostituzione[21].
2. Allevamento delle larve.
3. Allevamento degli adulti.

Il prodotto, come detto in precedenza, è commercializzato sotto forma di uova oppure di larve di 2ª età. Nel secondo caso il prezzo è più alto, per i maggiori costi di produzione, ma il costo complessivo di un lancio si mantiene sostanzialmente invariato in quanto la densità, espressa come numero di individui per unità di superficie, si riduce in media del 75%.
La preda di sostituzione è rappresentata dalle uova di un Lepidottero che infesta le derrate alimentari, l'Ephestia kuehniella (Tignola grigia delle farine) oppure la Sitotroga cerealella (Tignola del grano). Questa linea produttiva è indipendente dalle altre in quanto le uova del lepidottero sono utilizzate come substrato di predazione o parassitizzazione per differenti ausiliari. Nel caso dell'utilizzazione delle crisope, le uova sono conservate a temperature inferiori a 12 °C fino alla loro utilizzazione, come substrato alimentare nella linea di allevamento delle larve di crisopa oppure come alimento integrato nelle confezioni delle larve di 2ª età.
Le larve di C. carnea sono destinate ad alimentare la linea di allevamento degli adulti. Sono allevate in contenitori alveolari, con cellette di circa 1 cm³ e una densità di una larva per celletta. Insieme alle larve, in ogni celletta si dispone il substrato alimentare, costituito dalle uova della tignola. Al termine dello sviluppo larvale le pupe vengono trasferite in gabbie prima dello sfarfallamento.
Gli adulti sono allevati in gabbie cilindriche e alimentati con una dieta mista composta da miele, estratto di lievito e acqua. La finalità di questa linea di allevamento è quella di consentire la riproduzione e la produzione massiva delle uova.
Le uova, conservabili a bassa temperatura per alcuni giorni, hanno tre differenti utilizzi:
- Reimpiego per alimentare la linea di allevamento delle larve.
- Confezionamento per la commercializzazione del predatore allo stadio di uovo.
- Confezionamento per la commercializzazione del predatore allo stadio di larva di 2ª.

### Confezionamento
Il confezionamento della C. carnea cambia secondo la tipologia (stadio di uovo o larva di 2ª età). Nel caso delle uova il confezionamento e l'impiego sono relativamente semplici: le uova sono infatti messe in confezioni rigide mescolate con un materiale disperdente, che ne facilita la distribuzione al momento del lancio.
Nel caso delle larve è necessario provvedere all'alimentazione delle neonate che nasceranno dalle uova e nel contempo prevenire il cannibalismo. In questo caso le confezioni conterranno:
1. un certo numero di uova di C. carnea;
2. un certo numero di uova di E. kuehniella in rapporto di 40:1 (40 uova del lepidottero per ogni uovo di crisopa);
3. pula di grano saraceno come materiale disperdente.

Le uova del lepidottero hanno naturalmente la funzione di alimentare le larve di crisopa che si svilupperanno dentro la confezione fino alla prima muta. La pula del grano saraceno ha lo scopo di prevenire il cannibalismo: le scaglie della pula hanno infatti una forma concava e l'intera massa costituisce un sistema incoerente di cellette che ostacola il movimento delle larve e limita la probabilità che entrino in contatto fra loro.
In funzione dei tempi necessari perché si svolga l'incubazione e lo sviluppo fino alla prima muta, le confezioni recano la data in cui le confezioni devono essere aperte per effettuare il lancio.

## Specie simili
- Italochrysa italica
- Chrysoperla mediterranea